# Embalse Pachica
El embalse Pachica es embalse subterráneo de aguas ubicado en la localidad de Pachica en la quebrada de Tarapacá resultado de un proyecto de un embalse (normal) comenzado en 1935 y que, por falta de presupuesto, de él sólo se terminó la fundación de la cortina de hormigón armado para conseguir el afloramiento de las aguas subterráneas, paralizándose los trabajos en 1938.: 30  Inesperadamente con el correr de los meses comenzaron a formarse vegas en el lugar. La Dirección de Riego, el ente estatal encargado de la materia, perforó la cortina y empalmó tubo de desagüe cuyo gasto de 0,3 m³/s que es utilizado para el riego de 150 ha nuevas y el mejoramiento del riego de otras 50 ha.: 44 
Esta obra es llamada a veces canal Pachica.: 20 